# Escuadrismo

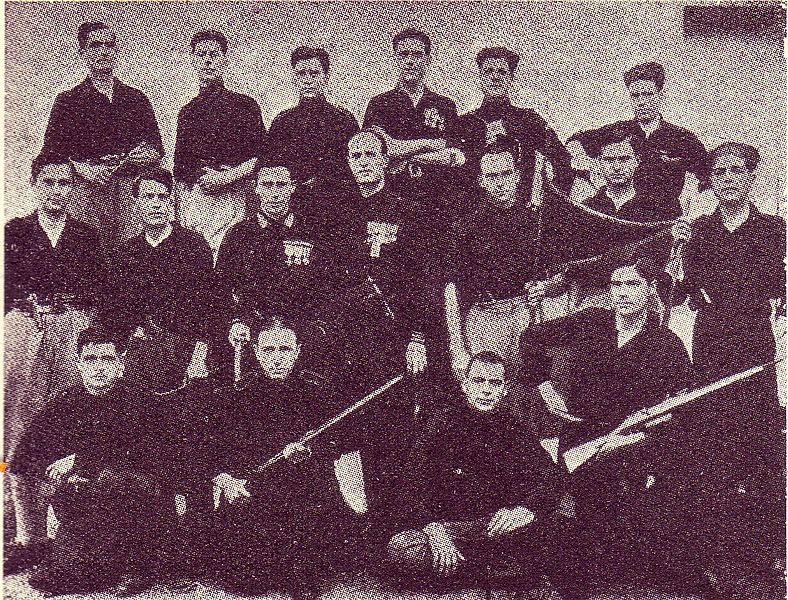
Squadra d'azione 'Disperata' de Florencia.

El escuadrismo (squadrismo en italiano) es el término que hace referencia a un fenómeno característico del fascismo italiano. Designa las acciones violentas llevadas a cabo por grupos de fascistas armados (denominados squadre d'azione) comandados por los jefes locales (los ras, por el nombre de los jefes etíopes). Las squadre estaban integradas, según Paul Guichonnet, por «una mezcla abigarrada de ex-combatientes [arditi], parados, estudiantes, ciudadanos y burgueses, de idealistas y delincuentes». La violencia squadrista estaba dirigida contra los ayuntamientos, los sindicatos y las Camere del Lavoro controladas por los socialistas y los popolari católicos y se desató especialmente en los campos de la llanura del Po y de Toscana donde llevaron a cabo sus «expediciones».

## La violenciasquadrista
Los años 1920, 1921 y 1922 presenciaron en el centro y el norte de Italia una ola de brutalidades fascistas como incendios, palizas, asesinatos y expulsiones violentas de los socialistas de los ayuntamientos (del 1 de enero al 14 de mayo de 1921, por ejemplo, hubo 207 muertos y 819 heridos a causa de ataques fascistas). Como ha señalado Paul Guichonnet, «aprovechándose de la inercia, a menudo cómplice, de las autoridades, el squadrismo recurre a la intimidación, e incluso al terror, como en las sangrientas jornadas de Bolonia del 21 de noviembre, y de Ferrara del 10 de diciembre de 1920. Los opositores son apaleados (con el manganello) u obligados a beber aceite de ricino».
El diputado socialista Giacomo Matteotti denunció la violencia squadrista (lo que le costaría la vida: fue secuestrado y asesinado por los fascistas):

En plena noche, cuando la gente honrada está en su casa, durmiendo, los camiones de los fascistas llegan a las pequeñas aldeas situadas en medio del campo, o a los caseríos de algunos centenares de habitantes. Llegan en compañía de la Agraria local [la organización patronal], naturalmente, siempre conducidos por ellos, pues de lo contrario será imposible, en plena oscuridad, reconocer la casa del jefe de la Liga [el sindicato agrario local] o la pequeña oficina de colocación [Camera di Lavoro]. Llegan hasta una las casas y se oye la orden: "Rodead la casa". Son de 20 a 100 hombres, armados con fusiles y revólveres. Llaman al jefa de la Liga y le ordenan que baje. Si este no obedece, se le dice: "Si no bajas, quemaremos la casa, con tu mujer y tus hijos". Entonces el jefe de la Liga baja. Se abre la puerta, lo cogen, lo atan, lo suben al camión, donde le someten a las torturas más inverosímiles, simulando que lo van a ahogar o a matar. Y después lo abandonan en pleno campo, atado a un árbol, desnudo. Si, por el contrario, este es un hombre con agallas, que no abre la puerta y utiliza algún arma para defenderse, entonces el resultado es el asesinato inmediato del ciento por uno.

## Exponentes notables del escuadrismo
- Italo Balbo
- Arconovaldo Bonaccorsi
- Giuseppe Bottai
- Ines Donati
- Roberto Farinacci

## Filmografía
- Camicia Nera (1933, largometraje de Giovacchino Forzano. Con Camillo Pilotto, Carlo Ninchi, Enrico. Drama en blanco y negro de 73 minutos.